# Kiso-gun
Kiso-gun (jap.: 木曽郡), bis zum 1. Mai 1968 Nishichikuma-gun (jap.: 西筑摩郡), ist ein Landkreis (gun) in der Präfektur Nagano auf der japanische Hauptinsel Honshū. Er hat eine Fläche von 1.546,26 km², 31.485 Einwohner und damit eine Bevölkerungsdichte von 20,4 Einwohnern pro km² (Stand: 1. März 2010). Ihm gehören drei Städte (machi) und drei Dörfer (mura) an. Diese sind Agematsu, Kiso-machi, Nagiso sowie Kiso-mura, Ōkuwa und Ōtaki.

## Geschichte
Kiso-gun entstand unter dem Namen Nishichikuma-gun („West-Chikuma-gun“) durch Teilung von Chikuma-gun. Die bei dieser Teilung entstandene andere Hälfte heißt Higashichikuma-gun („Ost-Chikuma-gun“). Sitz der damals existierenden Kreisverwaltung war das Dorf Fukushima. Nach der Etablierung des modernen Kommunalsystems am 1. April 1889 hatte Nishichikuma-gun 16 Dörfer. Am 27. Mai 1893 wurde Fukushima zur Stadt. Am 1. September 1922 wurde das Dorf Komagane zur Stadt und in Agematsu umbenannt. Die erste Gebietsreform nach dem Zweiten Weltkrieg fand am 1. Juni 1948 statt, als das Dorf Nagawa dem Kitaazumi-gun zugeschlagen wurde. Anders als viele andere Landkreise war Nishichikuma-gun kaum von der großen Gebietsreform der 1950er Jahre betroffen. Lediglich zwei Zusammenlegungen fanden statt. Am 14. Oktober 1958 wurde ein Teil des Dorfes Kamika dem Dorf Yamaguchi zugeschlagen. Tags darauf wurde der Rest von Kamika mit Nakatsugawa in der Präfektur Gifu zusammengelegt. Eine größere Reduktion der Anzahl der Kommunen fand erst in den 1960er Jahren im Rahmen zweier Zusammenlegungen statt. 1968 hatte Nishichikuma-gun drei Städte und acht Dörfer. Am 1. Mai 1968 erfolgte die Umbenennung von Nishichikuma-gun in Kiso-gun. Im Jahre 2005 erfolgten drei kommunale Zusammenlegungen, wodurch die Anzahl der zu Kiso-gun gehörenden Kommunen auf die gegenwärtige Anzahl reduzierte.